# Vincenzo Marinelli
Vincenzo Marinelli (San Martino d'Agri, 5 giugno 1819 – Napoli, 18 gennaio 1892) è stato un pittore italiano.

## Biografia
Nacque a San Martino d'Agri (PZ) da Rosolinda de Simone e Raffaele Marinelli, medico e giacobino. La sua prima formazione culturale e artistica si svolse ad Abriola, paese in cui la famiglia si trasferì durante la sua infanzia.
Nel 1837 s'iscrisse al Reale Istituto di Belle Arti alla capitale, dove fu allievo del celebre neoclassicista Costanzo Angelini. All'Esposizione borbonica (1839) esordì con il disegno Antinoo, riproduzione dal vero del manufatto originale conservato al Museo Archeologico Nazionale.
Nel 1842 vinse il pensionato agli studi concesso dal consiglio provinciale della Basilicata per Roma e dimorò a palazzo Farnese in via della Lungara, in quel periodo sede dell'ambasciata del Regno delle Due Sicilie presso lo Stato pontificio. Qui continuò il percorso accademico riservato all'ispirazione e riproduzione di opere antiche e, in seguito al cambiò di direzione del pensionato, anche di nudi.
Nel maggio del 1844 venne introdotto ai corsi  all'Accademia di San Luca, allora diretta da Tommaso Minardi, e s'interessò più approfonditamente dell'arte del rinascimento toscano e di letture (Divina Commedia e Thomas Moore).

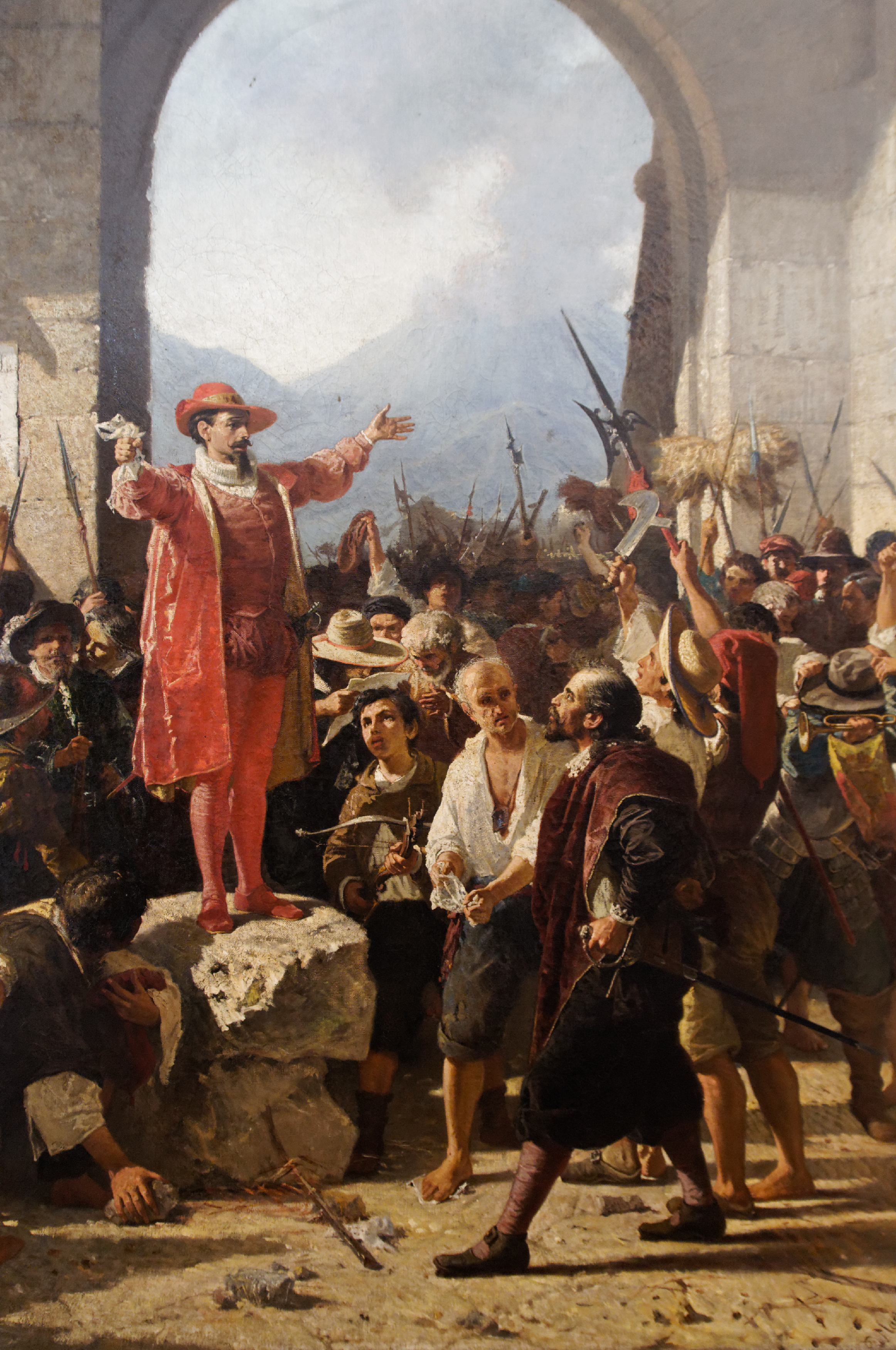
L'insurrezione napoletana del 1547

Ritornò a Napoli nel 1848 per esporre alla Mostra Borbonica. Partecipò ai moti liberali insieme ad altri giovani artisti, filosofi e letterati, tra i quali Saverio Altamura. Dopo la seconda restaurazione Marinelli si esiliò nel 1849 in Grecia, aiutato dell'amico filellenico Filippo Marsigli, che gli permise di ottenere commesse dal Ministero della Pubblica Istruzione ad Atene e Patrasso.
Nella capitale greca frequentò Carlo Cassola, il fratello di Troiano De Filippis Delfico, Giuseppe Regaldi e altri esponenti italiani di ideologia unitarista. Il console regio e il ministro degli Affari Esteri delle Due Sicilie, gli intimarono di non frequentare ambienti liberali per non danneggiare la sua carriera artistica, ma il consiglio provinciale della Basilicata gli sospese in seguito la pensione.
Grazie ai suoi lavori per la corte ateniese poté proseguire nella sua condizione di rifugiato politico. Nel 1854 si trasferì ad Alessandria, insieme a tanti altri esuli italiani, dove frequentò l'archeologo Giuseppe Vassalli, autorizzato agli scavi archeologici e co-direttore del Museo del Cairo, grazie al quale compì un viaggio tra il costruendo canale di Suez e il Sudan.
Il lungo periodo trascorso in questi ambienti lo indirizzò a produrre quadri e soggetti orientalisti. Nel 1859 si sposò con Enrichetta Sarli, originaria di Potenza.
Nel novembre 1869 fu invitato dal chedivè Isma'il Pascià all'inaugurazione del Canale di Suez. L'anno seguente ottenne la docenza onoraria alla Reale Accademia partenopea nel corso di disegno e dopo la scomparsa di Morelli anche quella di pittura.

## Istituzioni ed enti che conservano opere di Marinelli
- Museo di Capodimonte, Napoli;
- Museo civico di Castel Nuovo, Napoli;
- Sede partenopea dell'Avvocatura dello Stato;
- Pinacoteca Provinciale, Potenza;
- Christie's South Kensington, Londra;
- Associazione Culturale Vincenzo Marinelli, San Martino d'Agri.